# Lom (Bulgarien)

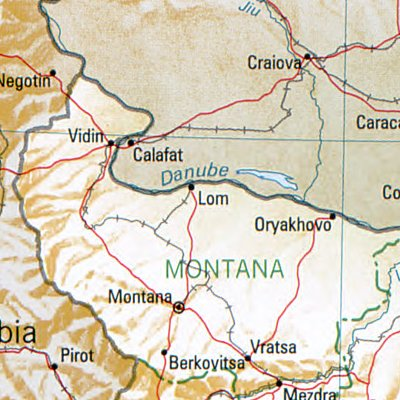
Lom in Bulgarien. Nachbarorte: Orjachowo, Wraza, Mesdra, Berkowiza, Montana, Pirot, Widin, Calafat, Craiova

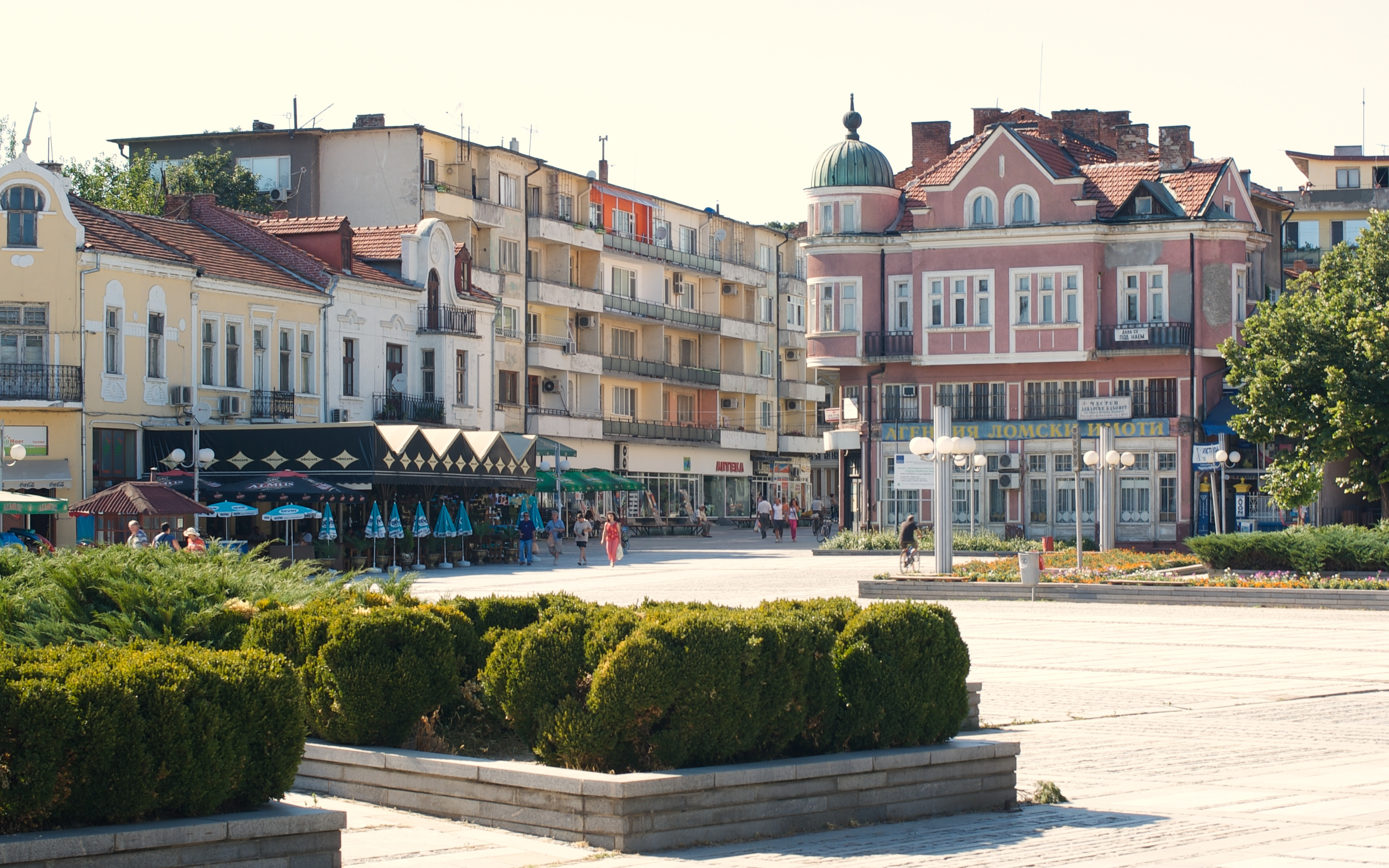
Zentraler Platz

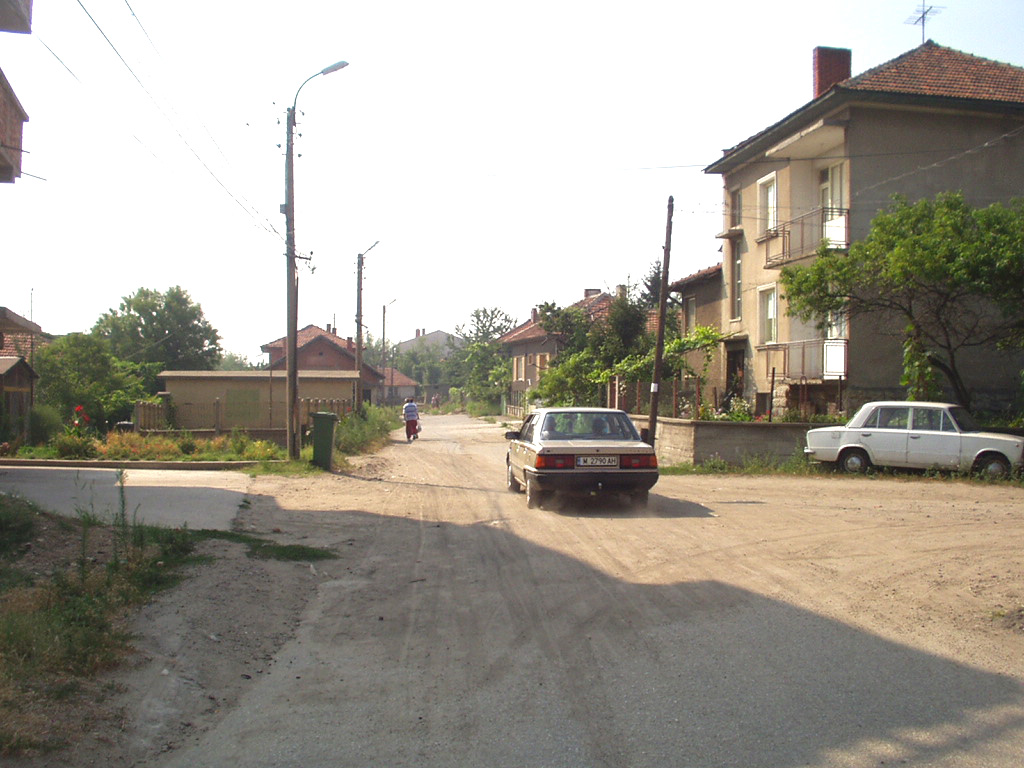
Schischman-Straße

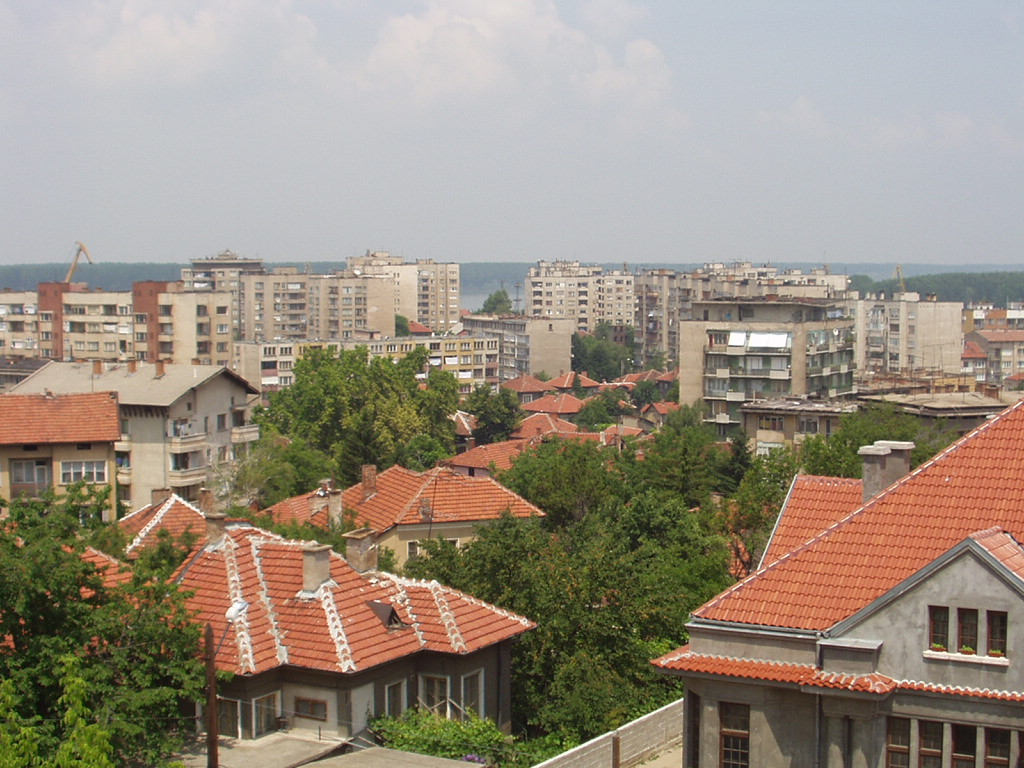
Im Hintergrund die Donau mit Rumänien am anderen Ufer

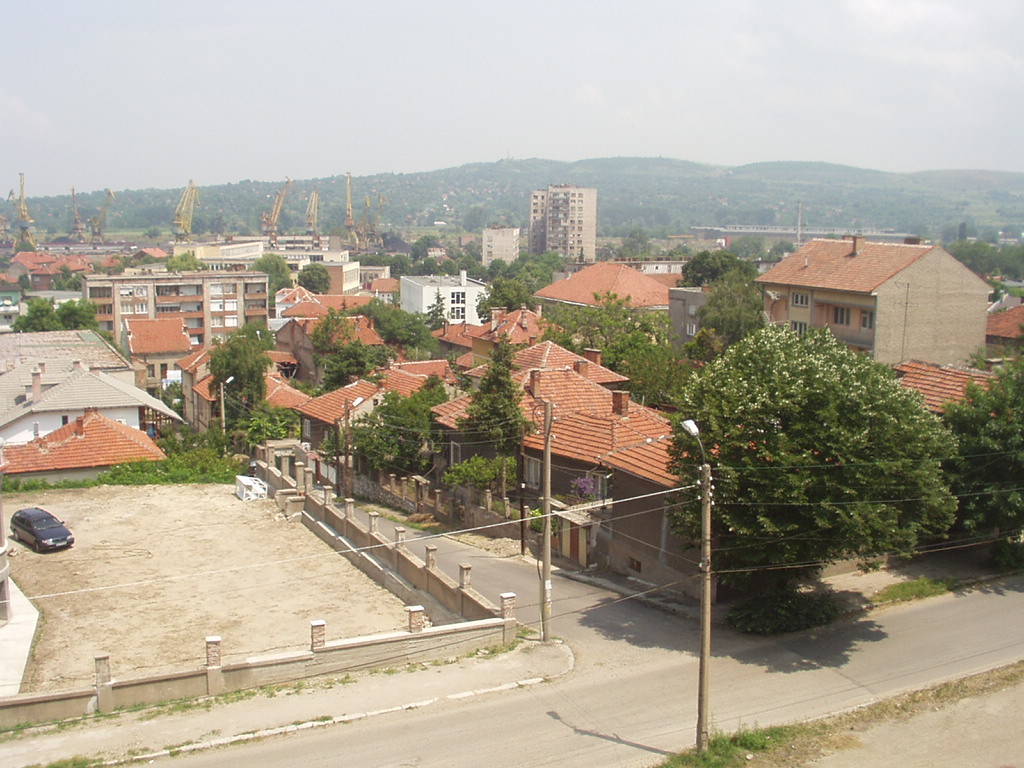
Der Hafen im Hintergrund

Lom [ɫɔm] (bulgarisch Лом) ist eine Stadt in Nordwest-Bulgarien. Sie ist mit 20.000 Einwohnern die zweitgrößte Stadt im Bezirk (Oblast) Montana. Die Stadt ist das Verwaltungszentrum der Gemeinde Lom (36.493 Einwohner im Juli 2005). Lom wurde auch als Lom-Palanka bezeichnet. „Palanka“ bezeichnet eigentlich einen Ort, der größer als ein Dorf aber kleiner als eine Stadt ist.

## Geographie
Lom liegt am rechten Ufer der Donau (Südufer), in der Nähe der Einmündung des Flusses Lom in die Donau (nicht zu verwechseln mit dem Fluss Russenski Lom bei Russe in Nordost-Bulgarien). Lom ist eine Grenzstadt, da am linken Ufer der Donau Rumänien liegt. Nach Russe hat Lom den zweitgrößten Donauhafen Bulgariens. Der Hafen war und ist wegen seiner relativen Nähe zur Hauptstadt Sofia von großer wirtschaftlicher Bedeutung.
Lom hat keinen regelmäßigen Passagierschiffsverkehr auf der bulgarischen Donauseite. Nur von Mai bis September fahren auf der Donau Linienschiffe und Tragflächenboote zwischen Widin, Lom und Kosloduj, Orjachowo, Nikopol, Swischtow, Tutrakan und Silistra.
Lom liegt 162 km nördlich von Sofia und 56 km südöstlich von Widin, das im nordwestlichsten Zipfel Bulgariens und ebenfalls an der Donau liegt. Die Provinzhauptstadt Montana liegt 49 km weiter südlich im Landesinneren. Östlich von Lom (42 km) liegt die Stadt Kosloduj (Козлодуй) mit dem Kernkraftwerk Kosloduj (zwei von ehemals sechs aktiven Atomreaktoren, wovon vier im Zusammenhang mit dem EU-Beitritt abgeschaltet werden mussten).
Die Stadt liegt am Donauradweg, einem internationalen Fernradweg.

### Klima
Durch die Lage im Donaubecken herrscht von Oktober bis März sehr viel Nebel. Im Winter sinken die Temperaturen auf bis zu −30 °C. Im Sommer sind 40 °C keine Seltenheit, da sich die heiße Luft im Donaubecken staut.

## Geschichte

### Antike und Mittelalter
Die Stadt wurde von den Thrakern gegründet und war schon zu Herodots Zeiten unter dem Namen Artanes bekannt. Danach haben die Römer im Jahr 29 ein Kastell und eine Wegstation gebaut und Almus genannt. Namensgeber war wahrscheinlich der benachbarte gleichnamige Fluss. Almus lag an der Römerstraße entlang der Donau. Mit dem Bau des westlichen Abschnitts der „Donaustraße“ wurde bereits unter Tiberius begonnen. In den ersten Jahrzehnten des 2. Jahrhunderts gehörte Almus zum Verwaltungsgebiet der antiken römischen Stadt Ratiaria (28 km westlich von Lom) – zur Provinz Moesia superior gehörend. Die Provinz Moesia superior wurde 271 in Dakia ripiensis und Dacia mediterranea aufgeteilt.
Die Erwähnung Loms im Ersten Bulgarenreich reicht bis Khan Terwel (reg. 700–721) zurück. Die Siedlung wurde wahrscheinlich von den dort lebenden Slawen so genannt. Auch im Zweiten Bulgarenreich entwickelte sich Lom als Siedlung weiter. Bei der Aufteilung des Bulgarischen Reiches 1356 unter Zar Iwan Alexander ging Lom an das Königreich Widin (Видинското царство), das von seinem Sohn Iwan Strazimir (Иван Срацимир) regiert wurde.

### Osmanische Herrschaft
Wahrscheinlich haben die Türken (Kara Mustafa und Murad Bey), nach dem Ende der erfolglosen Zweiten Wiener Türkenbelagerung 1683 unter der Führung des Großwesirs Kara Mustafa, dort 1695 eine Siedlung gegründet. Teile der geschlagenen osmanischen Truppen kamen mit Flößen die Donau herunter. Der Name Lom Palanka wurde 1704 erstmals erwähnt. Als Palanka wurde damals eine Siedlung mit einer mittleren Größe und Bedeutung bezeichnet (größer als ein Dorf, aber kleiner als eine Stadt; heute z. B. noch im Ortsnamen Banatska Palanka). Kurzzeitig hieß die Stadt auch Lomtrad.
Unter der Herrschaft des Osmanischen Reiches wuchs die Stadt, stand aber immer im Schatten der benachbarten Donaustädte Widin, Nikopol und Silistra. 1798 litt Lom unter den Bandenüberfällen Osman Pazvantoğlus. In der Prosa von Alexander Sergejewitsch Puschkin werden diese rezipiert.
Mit der Zunahme der Donauschifffahrt 1830 wuchs auch die wirtschaftliche Bedeutung der Hafenstadt Lom. Einen großen Aufschwung erlebte die Wirtschaft mit dem Bau der Straße nach Sofia und dem Aufstieg des Hafens zum wichtigsten Exporthafen für den Handel mit Wien. Die Handelsbeziehungen mit Österreich beeinflussten auch stark die Architektur der Stadt. 1837 legte auf seinem Weg nach Galați (deutsch: Galatz) erstmals der österreichische Dampfer „Arpad“ in Lom an. In den Folgejahren wurde ein Hafenkai gebaut und eine Agentur der „Ersten Donau-Dampfschifffahrts-Gesellschaft“ eröffnet. Der Hafen von Lom-Palanka entwickelte sich schnell zu einem Transport- und Handelszentrum. Er war auch von großer Bedeutung für den Warentransport in die Städte Berkowiza, Plewen, Weliko Tarnowo, Gabrowo und Sofia. 1850 versuchten bulgarischen Aufständische beim Aufstand von Widin und Belogradtschik die Stadt einzunehmen, scheiterten aber an den besser ausgerüsteten osmanischen Truppen.
Um 1869 gab es in der Stadt ca. 120 Geschäfte, 148 Handels-Kontore, 175 Krämerläden, 34 Kaffeehäuser, 6 Hotels und 2 Mühlen. Die Stadt war um die alte Festung gebaut, die drei Tore besaß: das Sofioter-Tor, das Widin-Tor und das Belogradtschik-Tor. Die Händler aus Lom stellten ihre Waren auf allen großen Messen aus. 1880 hatte die Stadt 7.500 Einwohner. Lom ist stolz auf seinen Anteil am Kampf für die bulgarische nationale Wiedergeburt. Im Rahmen der „nationalen Wiedergeburt“ wurde hier 1856 von Krastjo Pischurka das „Haus Beharrlichkeit“, eine der ersten Tschitalischtes gegründet. 1858 wurde von Angelina Pischurka die „Tugendhafte Weibliche Gesellschaft“, der erste Frauenverein Bulgariens gegründet (1857 – „Добродетелно женско дружество“). Gleich nach der Befreiung von der türkischen Herrschaft wurde 1878 ein Gymnasium eröffnet.
Nach der osmanischen Niederlage im russisch-türkischen Krieg von 1877/78 siedelten sich Teile der zerschlagenen türkischen Truppen in der Umgebung von Lom an. Nach diesem Krieg wurde Lom Teil des neu gegründeten Fürstentum Bulgariens.

### Als Teil Bulgariens
Im Jahr 1881 hatte die Stadt 7.000 Einwohner. Die Zolleinnahmen betrugen 1886 beispielsweise 920.000 Lewa Einfuhrzoll, 4.800 Lewa Ausfuhrzoll und 15.000 Lewa Steuern. Damit nahm die Stadt nach dem Schwarzmeerhafen Warna den zweiten Platz in Bulgarien ein.
Zusätzlich zum Hafen erhielt Lom einen Bahnhof. Auf Grundlage dieser guten infrastrukturellen Anbindung sowie der fruchtbaren Umgebung wurde Lom zum Hauptumschlagplatz für Nordwestbulgarien (z. B. für Mais). Bis 1926 verdoppelte sich die Zahl der Einwohner auf 14.417.
1894 eröffneten die Tschechen Malotin und Hosman eine Bierbrauerei, die heutige „Lom Bier AG“ („Ломско пиво“). Zur gleichen Zeit eröffnete auch eine Tabakfabrik und eine Keramikfabrik. 1897 wurde vom Schweizer Lui Aier der erste Turnverein in Lom gegründet.
Händler aus Lom eröffneten Handelskontore in England, Bukarest, Brăila und Odessa.
Wohlhabende Familien ließen Anfang des 20. Jahrhunderts ihre Häuser von österreichischen, italienischen und deutschen Architekten im Stil der „späten Secession“ errichten (Wiener Secession, Hinwendung zum Jugendstil) (Hauptstraße, 1915–1935). Von der nach dem Zweiten Weltkrieg emigrierten jüdischen Bevölkerung verblieben Reste eines jüdischen Friedhofs am westlichen Stadtrand.

### Gegenwart

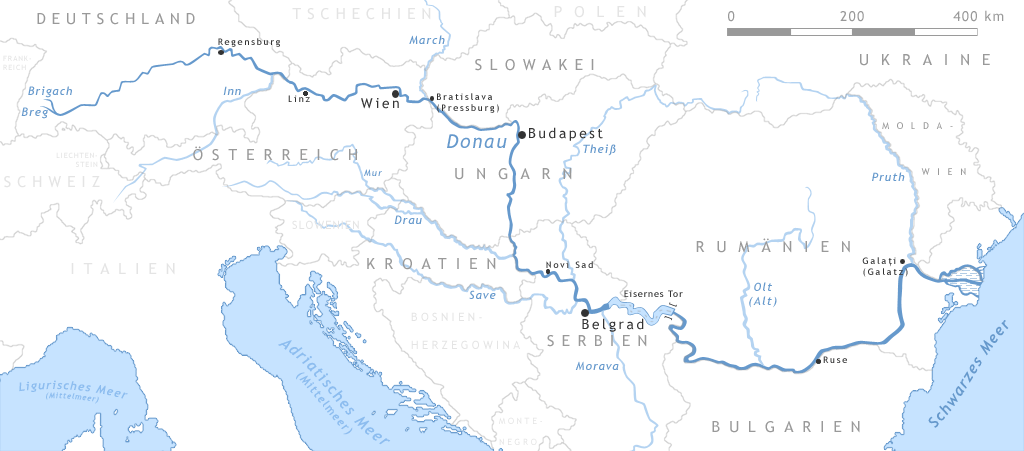
Verlauf der Donau

Wie viele andere bulgarische Städte nach dem Ende der kommunistischen Herrschaft in Bulgarien, leidet Lom an der schlechten Infrastruktur. Die meisten Straßen und Häuser sind in einem schlechten Zustand. Eine Schweizer Hilfsinitiative übernahm die Patenschaft für das Krankenhaus, dessen Zustand sie 2003 als erbarmungswürdig beschrieb.
Ein Hauptproblem ist die Armut, die durch die hohe Arbeitslosigkeit verstärkt wird. Wegen des Geburtenrückgangs und des Wegzugs der jüngeren Bevölkerung auf der Suche nach besseren Chancen hat sich das Durchschnittsalter dramatisch erhöht.
Die Einwohnerzahlen von Lom sinken:
- April 1985: 32.307
- April 1992: 31.133
- März 2001: 27.897
- Dezember 2004: 26.185

Von den knapp 30.000 Einwohnern sind 18.000 Roma. Das ist für Bulgarien ein hoher Anteil. Bei der niedrigen sozialen Stellung, die Roma in Bulgarien einnehmen, ergeben sich große wirtschaftliche Probleme für die Stadt. Die Roma haben eine Roma-Hilfsinitiative in Lom gegründet.
Die Stadt ist Namensgeber für den Lom Peak, einen Berg auf der Livingston-Insel in der Antarktis.

## Sehenswürdigkeiten

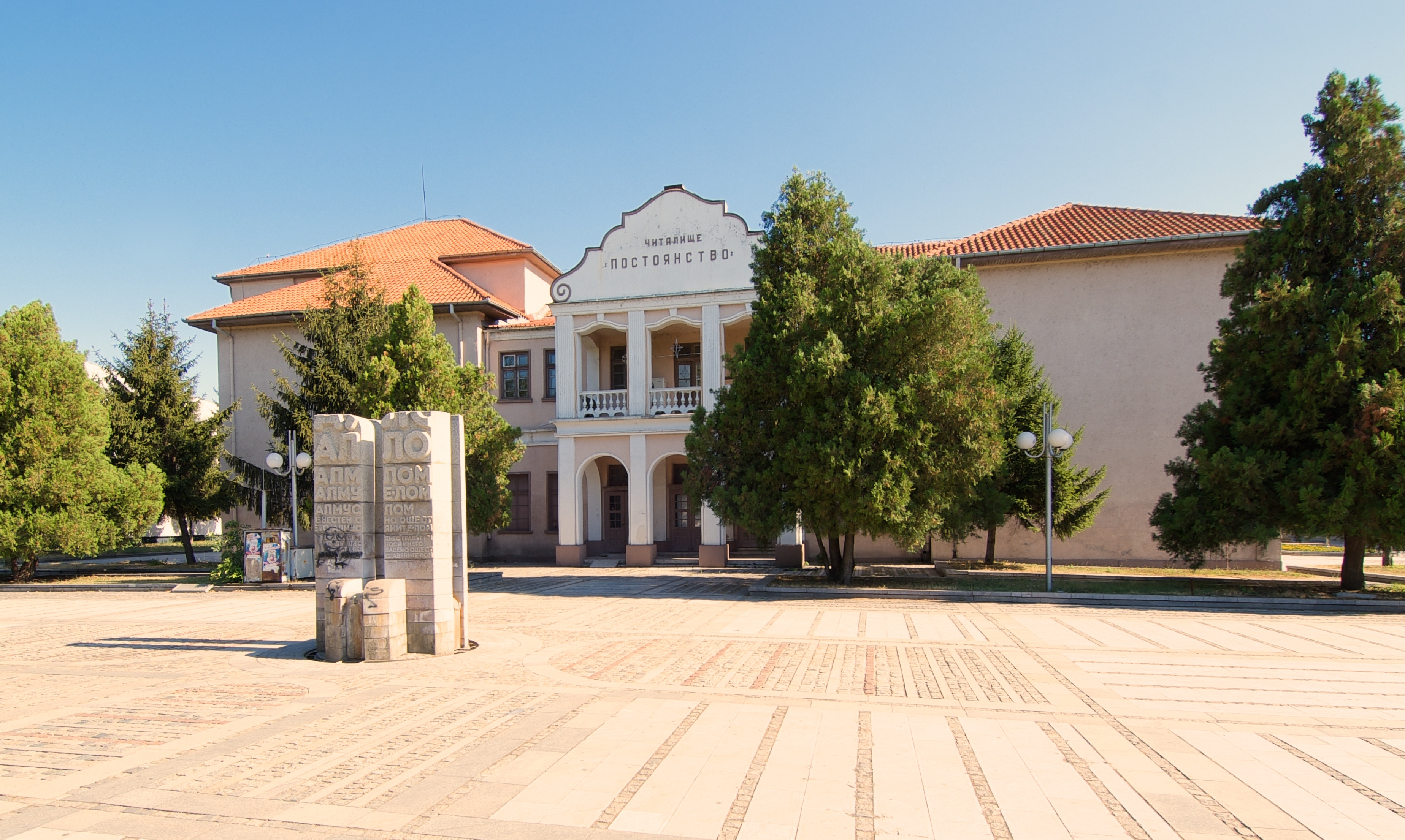
Das von Krastjo Pischurka gegründete Tschitalischte

- das 1856 von Krastjo Pischurka gegründete Tschitalischte sowie ein 1933 errichtetes Denkmal für Krastjo Pischurka
- die erhalten gebliebenen Grundmauern der antiken Festung Almus
- Historisches Museum Lom (in der Altstadt – im alten Rathaus)
- Borunska Kirche
- Denkmal für den Wojwoden Zeko (1807–1881) – einem Teilnehmer am Kampf für die Befreiung Serbiens von den Türken
- die Reste des Asparuch-Walls (4 km südöstlich der Stadt)
- verschiedene Aussichtspunkte auf die Donau (Möglichkeiten für Wassersport und Angeln)
- der 500 m lang Kiesel-Strand an der Donau – 3 km vom Stadtzentrum
- Kloster „Heilige Dreifaltigkeit“ („Света Тройца“) (Dreifaltigkeitskloster) – 30 km von Lom
- die Ruinen der antiken römischen Stadt Ratiaria – 28 km westlich von Lom

## Städtefreundschaften
- Linz, Österreich

## Persönlichkeiten

### Söhne und Töchter der Stadt
- Aleksandar Iwanow Rajtschew (1922–2003), Komponist
- Simeon Pironkow (1927–2000), Komponist
- Wladimir Schkodrow (1930–2010), Astronom und Asteroidenentdecker
- Bojidar Dimov (1935–2003), Komponist
- Marijan Ognjanow (* 1988), Fußballspieler

### Mit der Stadt verbundene Personen
- Parwan Draganow (1890–1945), früherer bulgarische Außenminister. Wurde 1945 nach dem Ende des Zweiten Weltkrieges hingerichtet.
- Krastjo Pischurka (1823–1875), Lehrer, Schauspieler und Mitbegründer des bulgarischen Nationaltheaters in Sofia. Hochzeit, Tod und eventuell auch Geburt in Lom. In Lom soll es ein Mausoleum für ihn gegeben haben.[4]